# Verrua Savoia
Verrua Savoia (Vrùa in piemontese) è un comune italiano di 1 335 abitanti della città metropolitana di Torino in Piemonte. È il comune più orientale della provincia e al confine con altre tre province (Asti, Vercelli e Alessandria).

## Etimologia del nome
Il nome Verrua deriva dal latino Verruca che significa poggio. La denominazione Savoia fu aggiunta in seguito, per ricordare l'importanza della fortezza nella storia del Piemonte.

## Geografia fisica
Il comune di Verrua Savoia è situato sulla confluenza della Dora Baltea con il Po. La quasi totalità del territorio verruese è collinare ed il comune è suddiviso in molte frazioni e località (ben 31), la più popolata è la frazione di Valentino, sede del municipio e centro del comune. È attraversato dal fiume Po, che divide Verrua Savoia dalla Provincia di Vercelli. Il comune ha un'estensione di 31,91 km² e dista circa 41 km da Torino, capoluogo di provincia.
Ha la particolarità di confinare con 3 province: con Asti nel comune di Robella, con Alessandria nei comuni di Moncestino, Odalengo Grande, Villamiroglio e con Vercelli nel comune di Crescentino, mentre confina con i comuni torinesi di Brozolo e Brusasco.

## Storia

### La fondazione
La leggenda sulla fondazione del Comune narra che un legionario romano di nome Verus disertò dalla sua legione per raggiungere l'amata Rucha dando così il nome al luogo.

### Medioevo
Il primo documento in cui si menziona il Borgo di Verrua risale al 999 quando l'imperatore del Sacro Romano Impero Ottone III conferma alcuni terreni posseduti nella zona del borgo dal vescovo di Vercelli. Nel 1027 il feudo fu confermato dall'imperatore Corrado II e successivamente inserito nell'elenco dei beni territoriali esistenti su entrambi i lati della confluenza della Dora Baltea.
Nel 1159 l'imperatore Federico Barbarossa, durante la guerra contro i Comuni della Lega Lombarda, si accampò a Verrua, considerandola una roccaforte difficilmente espugnabile e nel 1167, poiché il governatore di Verrua aveva rifiutato ospitalità alle sue truppe, l'imperatore assediò e distrusse il castello con tutti i villaggi e borghi vicini.
Nel 1387 la Rocca, che apparteneva allora al conte di Savoia Amedeo VII, fu assediata da Teodoro II del Monferrato. L'assedio durò due mesi e vi furono impiegate anche i primi mezzi di artiglieria: le bombardelle. Ma la Rocca resisteva ancora e Teodoro II, sentendosi minacciato alle spalle e sapendo di non poter contare sui suoi alleati, dovette togliere l'assedio e chiedere la pace ai Savoia. Durante quel fatto d'armi nacque il motto Quand che ël ver pijrà cost'ua, ël marcheis dal Monfrà ël pijra Vrua, cioè Quando il porco prenderà l'uva, il marchese del Monferrato prenderà Verrua, prendendo spunto dal sigillo nel 1378 raffigurante un porco che cerca di azzannare un grappolo d'uva.

### Dal XV secolo a oggi

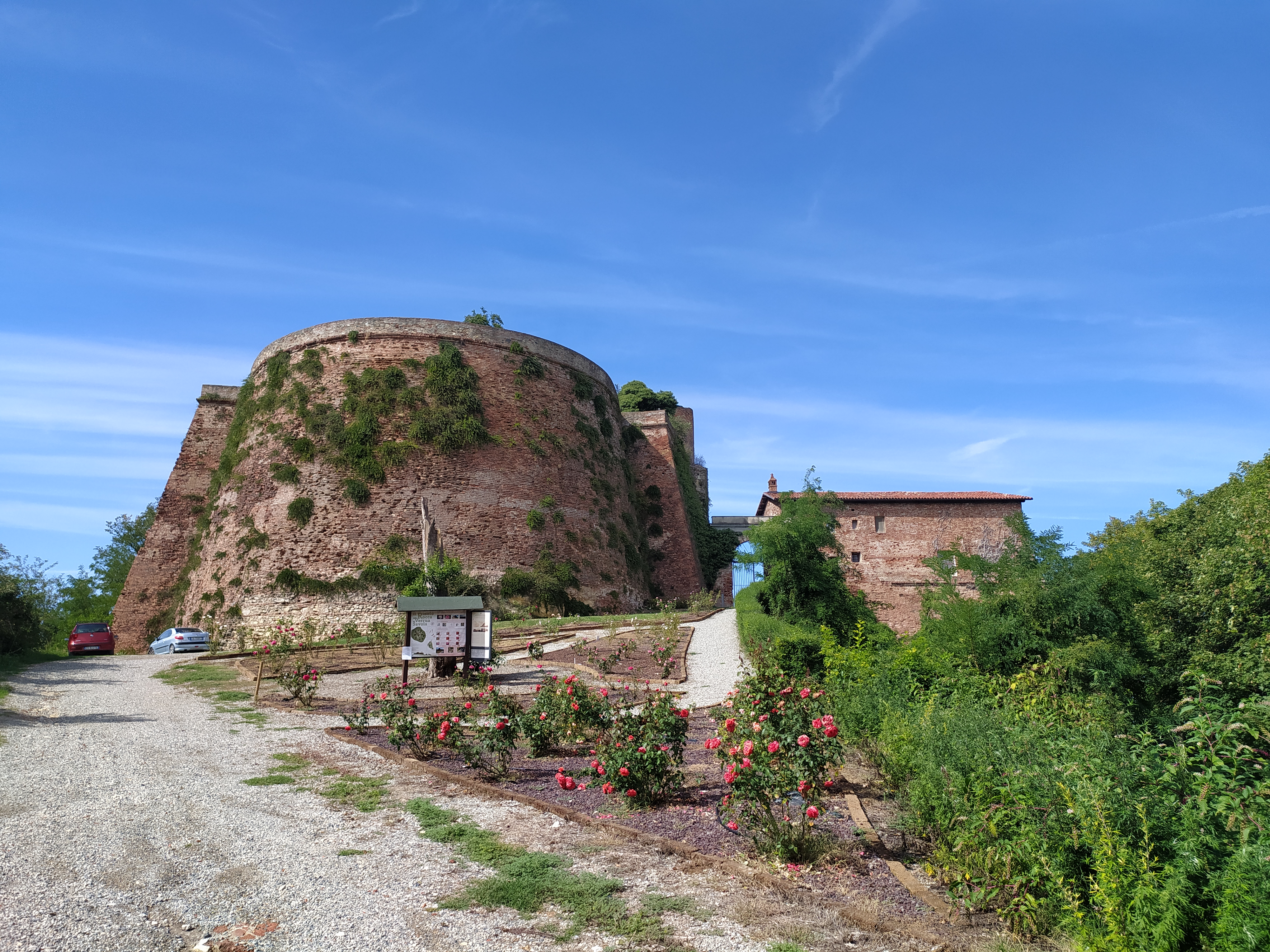
La fortezza di Verrua Savoia (anno 2022)

La posizione strategica della Rocca di Verrua è stata di importanza fondamentale soprattutto in occasione di due storici assedi: il primo tra il 9 agosto e il 17 novembre 1625 e il secondo tra il 14 ottobre 1704 e il 9 aprile 1705 nei quali si sviluppò la "guerra di mina" poi largamente utilizzata nell'assedio di Torino del 1706. Durante questo secondo assedio, relativo alla guerra di successione spagnola, la strenua resistenza della fortezza permise al duca Vittorio Amedeo II di Savoia di rallentare la rapida avanzata delle armate di Luigi XIV di Francia e di organizzare la difesa di Torino, ponendo le basi per la vittoria che rese indipendente lo Stato sabaudo. Da quest'ultimo assedio la fortezza uscì completamente distrutta. Non fu mai più ricostruita e fu ceduta a privati.
Il 21 dicembre 1862 il Re d'Italia Vittorio Emanuele II aggiunse al nome Verrua la denominazione Savoia per ricordare e sottolineare l'importanza che questo borgo costituì per la sopravvivenza del ducato sabaudo e per la sua futura espansione.
Nel settembre 1957 incongrui lavori di scavo ed estrazione materiale roccioso provocarono un'enorme e rovinosa frana della collina della fortezza verso il fiume Po, con sei morti tra gli abitanti della frazione, all'interno di una casa distrutta dalla massa di terreno scivolata a valle.
 Un piccolo monumento nell`area verde attrezzata sulla riva sinistra del Po, nei pressi del ponte verso Crescentino, ricorda i nomi delle sei vittime.
Dal 2011 sono in corso importanti lavori di restauro e recupero funzionale della fortezza verruese nonché di consolidamento dei muri.

### Simboli
D'argento alla croce di nero, accantonata nel 1º al grappolo d'uva al naturale, al 2º e al 3º dalla losanga di rosso, e al 4º dal porco passante rivoltato al naturale.

## Monumenti ed edifici

### Chiese

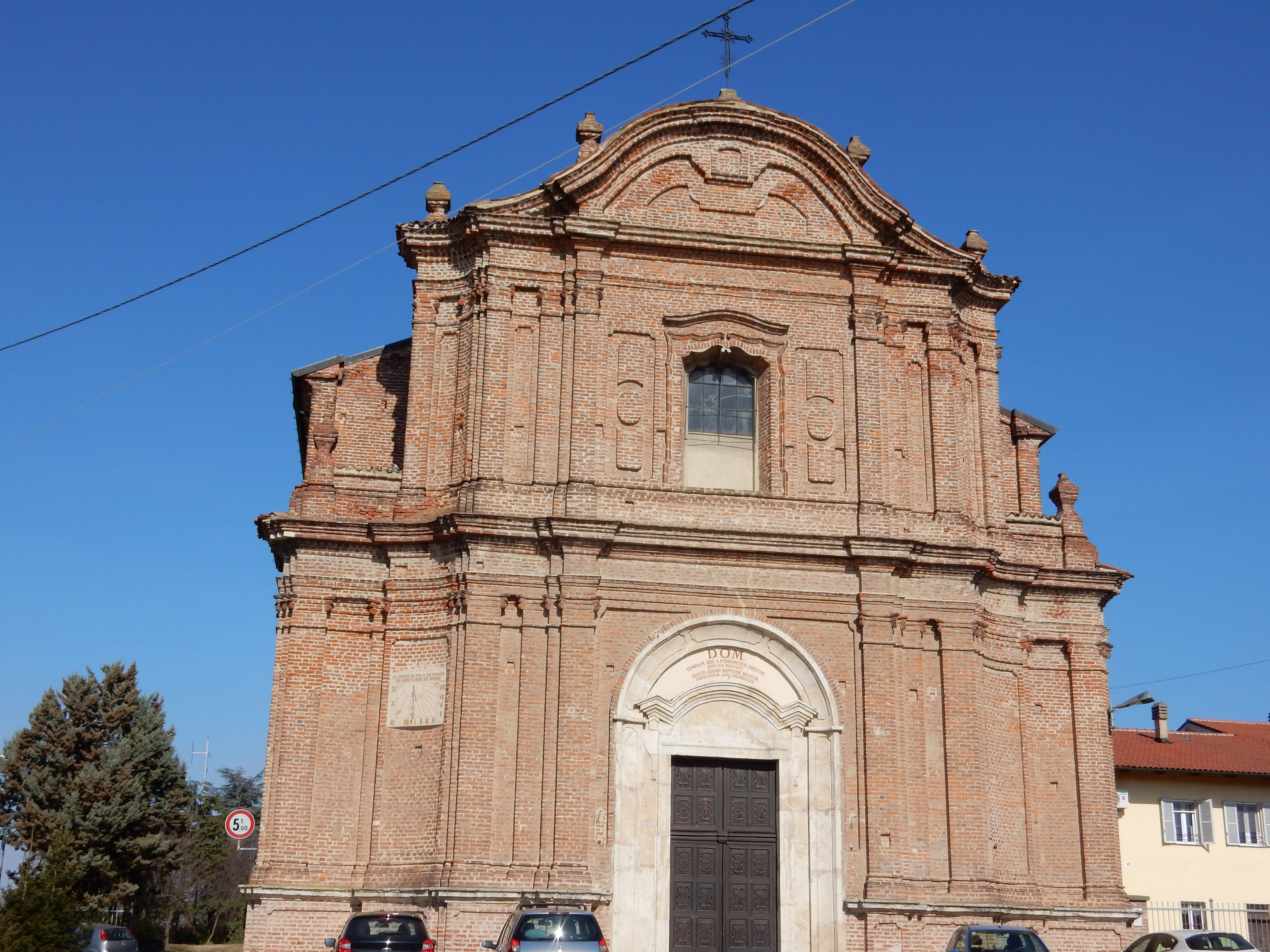
Chiesa San Giovanni Battista

Nel territorio comunale di Verrua Savoia sono presenti sette chiese:
- Chiesa parrocchiale di San Giovanni Battista: situata nella frazione di Valentino
- Chiesa di San Giacomo: situata nella frazione di Cervoto
- Chiesa di Santa Lucia di Siracusa: situata nella frazione di Sivrasco
- Chiesa di San Pietro: situata nella frazione di Collegna
- Chiesa dei Santi Pietro e Paolo: situata in località Carbignano, legata all'Istituto Mater Boni Consilii e non in comunione con la Santa Sede.
- Chiesa Parrocchiale di San Sebastiano: situata nella frazione di Sulpiano
- Chiesa di San Rocco: situata nella frazione di Camorano

### La Rocca di Verrua
La prima testimonianza della presenza della Rocca di Verrua è attestata nel 999. Nel corso del tempo la fortezza subì vari assedi per via della sua posizione strategica: posta su un colle, nei pressi del fiume Po, controlla gran parte della Pianura Padana piemontese. Fu più volte distrutta e ricostruita, fino a quando nel 1705 fu semi-distrutta dai francesi. Ora è pertinenza di privati, dopo vari passaggi di proprietà nel tempo.

## Società

### Evoluzione demografica
Il Comune di Verrua nel trentennio dopo l'unità d'Italia crebbe demograficamente, raggiungendo nel 1881 il picco di 3.163 abitanti. Progressivamente, però, gli abitanti del Comune iniziarono a trasferirsi dei comuni vicini o in città e la popolazione raggiunge il minimo storico nel 1991 con soli 1.282 abitanti. Nel 2010 la popolazione si attestava sui 1.472 abitanti.
Abitanti censiti

## Cultura

### Biblioteca
La biblioteca "Marco Rostagno" è situata all'interno del centro polifunzionale locale, ed è gestita volontariamente dall'associazione "Amici della Biblioteca di Verrua Savoia". Nei locali della biblioteca, l'associazione offre anche attività per i bambini e un cineforum.

## Amministrazione
Di seguito è presentata una tabella relativa alle amministrazioni che si sono succedute in questo comune.
| Periodo        | Periodo        | Primo cittadino         | Partito                         | Carica  | Note  |
| -------------- | -------------- | ----------------------- | ------------------------------- | ------- | ----- |
| 4 giugno 1985  | 25 maggio 1990 | Angelo Castelli         | Partito Socialista Italiano     | Sindaco | [ 7 ] |
| 25 maggio 1990 | 24 aprile 1995 | Angelo Castelli         | Partito Socialista Italiano     | Sindaco | [ 7 ] |
| 24 aprile 1995 | 14 giugno 1999 | Giuseppe Valesio        | centro-sinistra                 | Sindaco | [ 7 ] |
| 14 giugno 1999 | 14 giugno 2004 | Giuseppe Valesio        | centro-sinistra                 | Sindaco | [ 7 ] |
| 14 giugno 2004 | 8 giugno 2009  | Eldio Ginevro           | lista civica                    | Sindaco | [ 7 ] |
| 8 giugno 2009  | 26 maggio 2014 | Giuseppe Valesio        | lista civica                    | Sindaco | [ 7 ] |
| 26 maggio 2014 | 27 maggio 2019 | Paola Moscoloni         | lista civica Storia innovazione | Sindaco | [ 7 ] |
| 27 maggio 2019 | 10 giugno 2024 | Mauro Giuseppe Castelli | lista civica Veramente Verrua   | Sindaco | [ 7 ] |
| 10 giugno 2024 | in carica      | Mauro Giuseppe Castelli | lista civica Veramente Verrua   | Sindaco | [ 7 ] |